# Giuseppe Tonani
Giuseppe Tonani (Lodi Vecchio, 2 ottobre 1890 – Milano, 1º ottobre 1971) è stato un sollevatore e tiratore di fune italiano, campione olimpico nel sollevamento pesi ai Giochi di Parigi 1924.

## Carriera
Oltre alla medaglia di Parigi 1924, partecipò altre due volte ai Giochi olimpici: la prima ad Anversa 1920, ove con la squadra italiana si classifico al 5º posto nel tiro alla fune, ed una terza ad Amsterdam 1928, ove fu 7º nella stessa categoria dove quattro anni prima era stato primo.

## Palmarès
| Anno | Manifestazione                      | Sede   | Evento       | Risultato |
| ---- | ----------------------------------- | ------ | ------------ | --------- |
| 1924 | Giochi olimpici - Sollevamento pesi | Parigi | Pesi massimi | Oro       |